# 힐뷰역

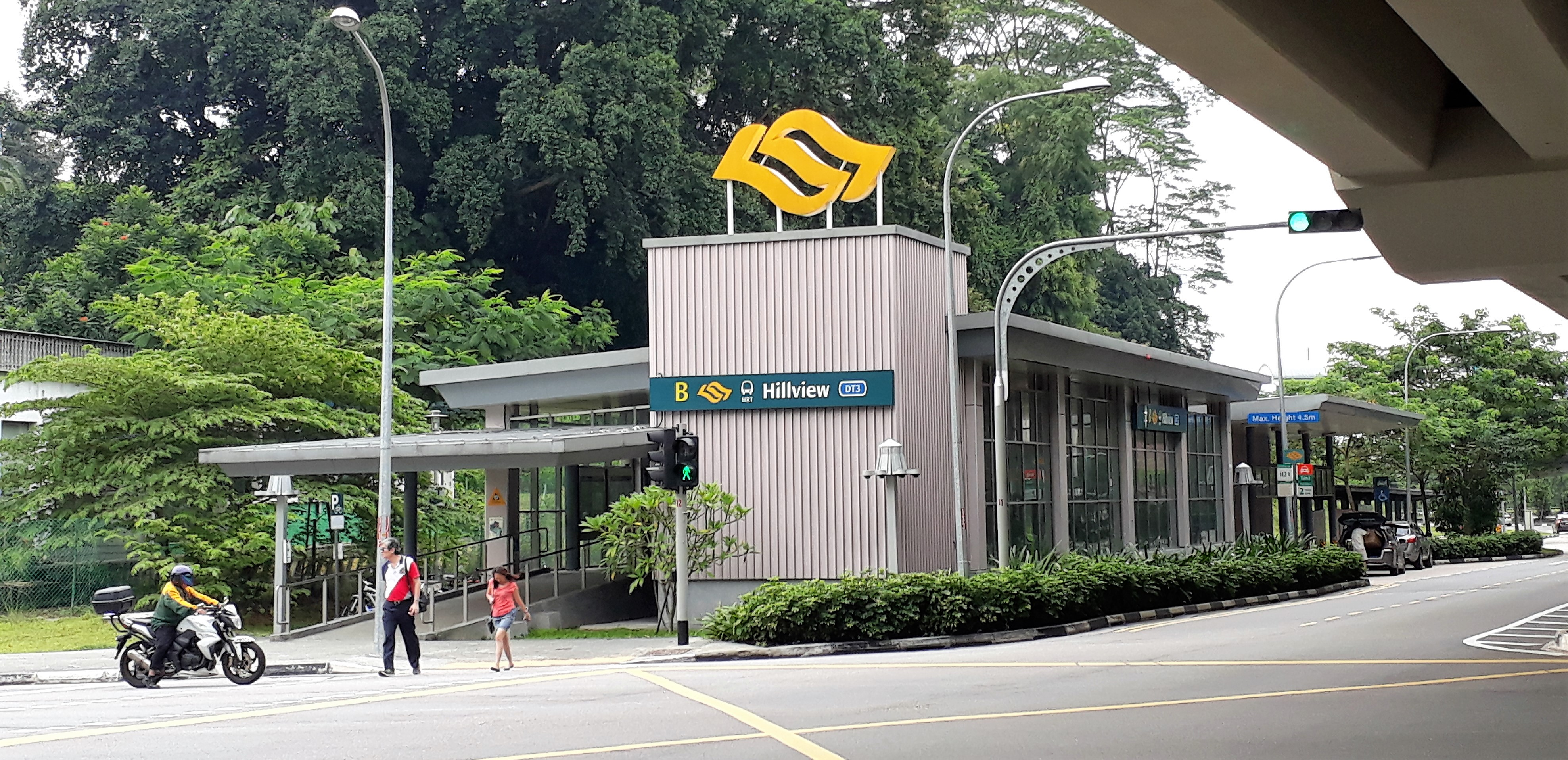

힐뷰역(Hillview MRT station)은 싱가포르 부킷 바톡(Bukit Batok)과 부킷 판장(Bukit Panjang)의 힐뷰(Hillview) 및 자연 보호구역(Nature Reserve) 계획 하위 구역 경계에 위치한 다운타운 라인의 지하 MRT(Mass Rapid Transit) 역이다.
이 역은 어퍼 부킷 티마 로드(Upper Bukit Timah Road), 데어리 팜 로드(Dairy Farm Road) 및 힐뷰 로드(Hillview Road) 사이의 교차점에 있는 어퍼 부킷 티마 회랑을 운행한다. 부킷 티마 자연보호구역(Bukit Timah Nature Reserve)과 매우 가깝다. 주변 지역은 대부분 주거 지역으로 도보 거리에 더 레일 몰(The Rail Mall) 및 HillV2와 같은 상업용 건물이 있으며 인근 종교 기관도 있다.